# Timo de la estampita

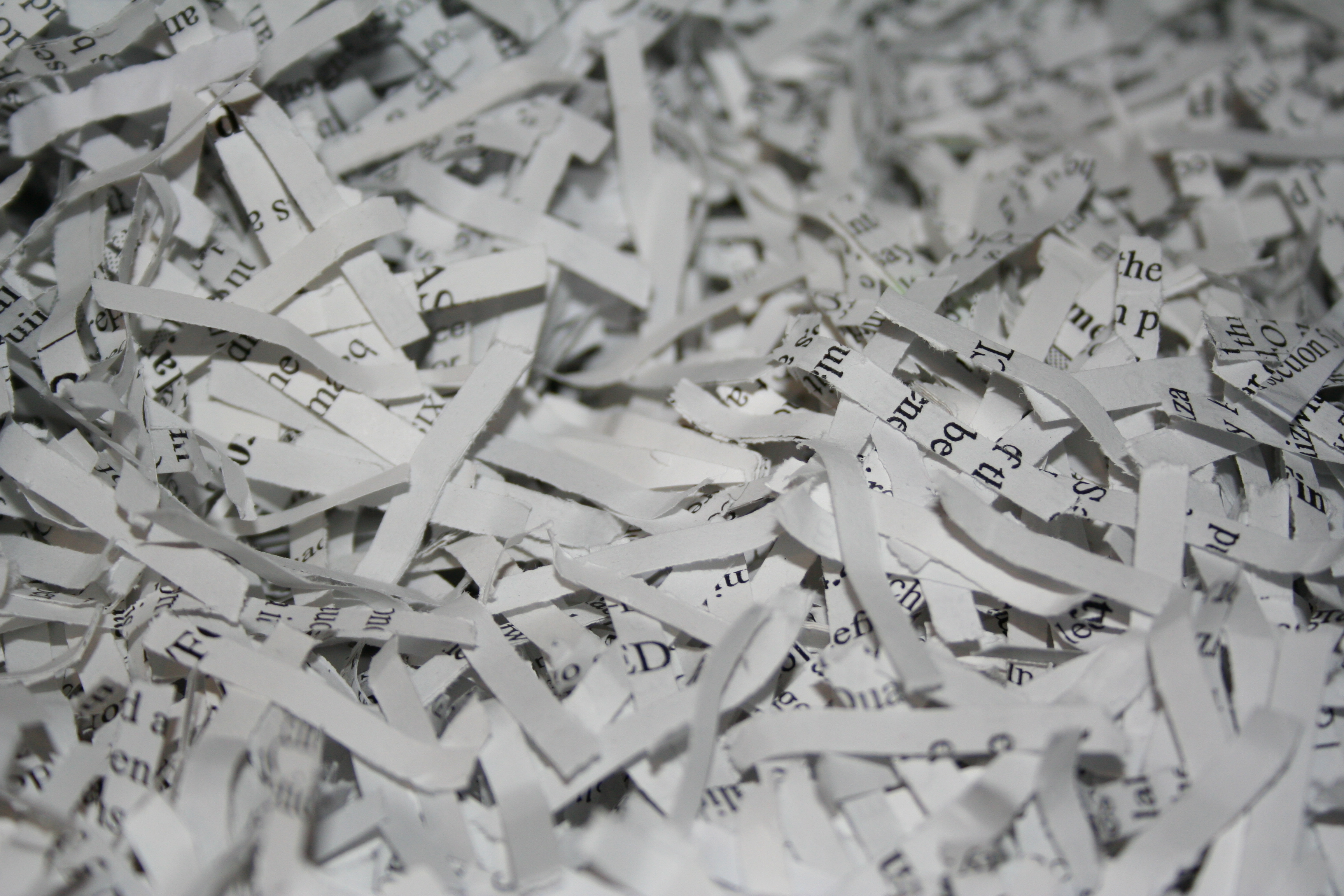
Ante el desembolso "por adelantado" el timado obtiene recortes de papel.

El Timo de la estampita es el nombre de una tradicional estafa que se solía hacer en España a principios del siglo XX.

## Trama
El origen de este timo se sitúa en la década de 1910 y se considera como su creador a un tal Julián Delgado.
El esquema de la estafa consistía en dos cómplices; uno de ellos se hacía pasar por una persona con problemas mentales o simplemente alguien falto de discernimiento, que en la jerga es apodado el tonto, quien llevaba un sobre lleno de billetes a los cuales no daba importancia alguna porque creía que eran meras estampitas. El personaje entablaba conversación con algún viandante, el primo, y en ese momento entraba en escena otro de los estafadores, el listo, quien proponía a la víctima hacerse con el dinero por medio del engaño. Entonces, el incauto ofrecía al tonto una pequeña cantidad de dinero por las estampas del sobre; éste aceptaba y entregaba el sobre. Una vez que el listo y el tonto se habían marchado, la víctima se daba cuenta de que en el sobre no había dinero, sino papeles sin valor. Desde su creación, este engaño y otros emparentados, como el llamado "tocomocho", se han reiterado hasta el siglo XXI.
En Chile esta práctica es conocida como la "estafa del balurdo".